# Тезоро, Эшли
Э́шли Лин Те́зоро (англ. Ashley Lyn Tesoro), в девичестве — Кафа́нья (англ. Cafagna; 15 февраля 1983, Айова-Сити, Айова, США) — американская актриса

, фотомодель и певица

.

## Биография
Эшли Лин Тезоро, в девичестве Кафанья, родилась 15 февраля 1983 года в Айова-Сити (штат Айова, США), став первым из трёх детей в семье своих родителей. Она выросла в городе Эскондидо (Калифорния).
Она известна своими ролями в телесериалах «Спасённые звонком: Новый класс» на NBC (роль Лиз Миллер) и «Дерзкие и красивые» на CBS (роль Кимберли Фэрчайлд). В 2007 году она выпустила мини-альбом «Ashley Tesoro», «Oh You Angel» в 2010 году и «Simply Worship» в 2012 году.
С 30 сентября 2001 года Эшли замужем за священнослужителем Энтони Тезоро. У супругов есть двое детей — дочь Габриэлла Лин Тезоро (род. 18.11.2013) и сын Энтони Джон Тезоро-третий (род. 24.12.2015).